# Права ЛГБТ в Нигере
Лесбиянки, геи, бисексуалы и транссексуалы (ЛГБТ) в Нигере сталкиваются с юридическими проблемами, которые не испытывают остальные жители этой страны. Однополые отношения законны, однако ЛГБТ сталкиваются со стигматизацией среди широких слоёв населения.

## Законы, касающиеся однополых сексуальных отношений
Однополые отношения в Нигере законны, однако возраст согласия для однополых и разнополых отношений не равен.

## Признание однополых пар
В Нигере однополые пары не имеют юридического признания.

## Защита от дискриминации
Не существует правовой защиты от дискриминации по признаку сексуальной ориентации или гендерной идентичности.

## Условия жизни
Отчет Государственного департамента США по правам человека за 2010 год показал, что: 
Не было никаких собраний лесбиянок, геев, бисексуалов или транссексуалов и не поступало никаких сообщений о насилии в отношении людей по признаку их сексуальной ориентации или гендерной идентичности. Однако геи сталкивались с социальной дискриминацией.

## Сводная таблица прав
| Тип | Статус |
| --- | ------ |
| Однополые отношения                                                                                          | Yes    |
| Равный возраст согласия                                                                                      | No     |
| Антидискриминационные законы только в сфере занятости                                                        | No     |
| Антидискриминационные законы по предоставлению товаров и услуг                                               | No     |
| Антидискриминационные законы во всех других областях (включая косвенную дискриминацию, разжигание ненависти) | No     |
| Однополые браки                                                                                              | No     |
| Признание однополых пар                                                                                      | No     |
| Усыновление ребенка однополыми парами                                                                        | No     |
| Усыновление для одиноких людей независимо от сексуальной ориентации                                          | No     |
| Разрешение для геев и лесбиянок открыто служить в армии                                                      |        |
| Право изменить юридический пол                                                                               |        |
| Доступ к ЭКО для лесбиянок                                                                                   | No     |
| Суррогатное материнство для гей-пар                                                                          | No     |
| Разрешение быть донорами крови для МСМ                                                                       | No     |